# Nikardypina
Nikardypina (łac. nicardipinum) – organiczny związek chemiczny, lek stosowany w terapii nadciśnienia tętniczego, choroby niedokrwiennej serca i choroby Raynauda. Należy do antagonistów kanału wapniowego z grupy pochodnych dihydropirydynowych. Jest dostępny w formie doustnej i dożylnej. Mechanizm działania jest podobny do nifedypiny i innych pochodnych dihydropirydynowych (amlodypiny, felodypiny), jednak nikardypina jest bardziej specyficzna w stosunku do naczyń mózgowych i wieńcowych. Dodatkowo nie upośledza kurczliwości mięśnia sercowego i może być użyteczna w terapii zastoinowej niewydolności serca. Nikardypina posiada również dłuższy okres półtrwania niż nifedypina.
Nikardypina została zaaprobowana do stosowania przez amerykańską Agencję Żywności i Leków w grudniu 1988 roku. Na rynku funkcjonowała pod nazwą handlową Cardene i Cardene SR. Patent wygasł w październiku 1995 roku.